# East Moberly Lake Indian Reserve 169
East Moberly Lake Indian Reserve 169 är ett reservat i Kanada.   Det ligger i provinsen British Columbia, i den centrala delen av landet, 3 400 km väster om huvudstaden Ottawa. East Moberly Lake Indian Reserve 169 ligger vid sjön Moberly Lake.
I omgivningarna runt East Moberly Lake Indian Reserve 169 växer i huvudsak blandskog. Trakten runt East Moberly Lake Indian Reserve 169 är nära nog obefolkad, med mindre än två invånare per kvadratkilometer.